# 拼字比賽
拼字比賽，又譯作拼字大賽、拼字蜜蜂、拼字狂等，是一種流行於北美英語地區，以兒童為對象的英語拼字競技遊戲。

## 歷史
拼字比賽的最早文獻記錄是在1825年，然而有証據顯示在此之前已曾有拼字比賽舉行。此項比賽最初是因諾亞·韋伯斯特（Noah Webster，即著名美國《韋氏詞典》的始創者）的拼字讀本出版而形成，這本書於1786年首版，被俗稱為「藍皮拼字書」（The Blue-backed Speller）。於美國，韋氏的拼字讀本連續被五代人用作兒童基礎教育的課程組成部份。
美國的全美拼字比赛於1925年由肯塔基州路易斯維爾市的《信使日報》（Courier-Journal）發起，1941年開始比賽改由斯克里普斯·霍華德新聞社（Scripps Howard News Service）贊助。加拿大拼字比賽（Spelling Bee of Canada）於1987年在多倫多開始，最初只是一個地區性比賽，至1996年方加入其他省份的參賽者。
至於為何拼字比賽的英文名會叫作「拼字蜜蜂」，至今尚不清楚。其中一個可信的說法，是歷史上在美國這一類為某種目的而聚集的社會活動多會被冠以「蜜蜂」稱號，衍生為「群作聚會」、「蜂擁而上的行動」之意 （页面存档备份，存于），與漢語的「集體勞動」相若。如19世紀初農民集體剝玉米殼的活動就被稱作「去殼蜜蜂」（husking bee），拼字比賽相信也是因類似情況而被稱作「拼字蜜蜂」。

## 比賽形式
拼字比賽的基本規則是，當主持人唸出一個詞，參賽者就要開始把字母口述拼出來。參賽者可以重新再拼，但已唸出的字母或字母順序不可再更改。只要參賽者拼錯了一個詞，他就會立刻被淘汰。比賽以回合制舉行，直至淘汰到最後一位參賽者為止。
在美國，斯克里普斯全國拼字比賽每年都由地區賽一直舉行至全國總決賽，勝出者可獲得現金獎項。此項比賽得到了不少英文報章及教育基金會的贊助，同時由ESPN轉播。於2005年，這比賽的參賽者分別來自美國、巴哈馬、牙買加、關島、美屬處女群島、美屬薩摩亞、加拿大、紐西蘭、波多黎各，及德國的美軍軍事基地，其中加拿大和紐西蘭是首次有參賽者加入。
歐洲一些國家（如荷蘭），都曾推出以拼字為主的電視遊戲節目，雖然加入了其他娛樂元素，形式與美國的全國大賽不太一樣，但其概念明顯是來自美國全國拼字大賽的。
於2002年獲提名奧斯卡金像獎最佳紀錄長片獎的電影《拼字比賽》（Spellbound）就紀錄了1999年度美國全國拼字比賽的情況，講述8名來自不同地區、不同家庭背景的兒童，在這有多達9千萬個參賽者的比賽中的經歷。此外，拼字比賽也曾經被用作小說和音樂劇的題材。

## 獲勝字條
以下是歷年全美拼字比賽使總冠軍贏得比賽的最後一個字條：
- 1925年 - gladiolus（n.劍蘭）
- 1926年 - cerise（n.櫻桃色；adj.櫻桃色的）
- 1927年 - abrogate（vt.廢除）
- 1928年 - knack（n.本領）
- 1929年 - luxuriance（n.繁茂）
- 1930年 - albumen（n.蛋白）
- 1931年 - foulard（n.薄絹）
- 1932年 - invulnerable（adj.刀槍不入的）
- 1933年 - torsion（n.扭轉）
- 1934年 - brethren（n.弟兄們）
- 1935年 - intelligible（adj.可理解的）
- 1936年 - eczema（n.濕疹）
- 1937年 - promiscuous（adj.濫交的）
- 1938年 - sanitarium（n.療養院）
- 1939年 - canonical（adj.權威性的）
- 1940年 - therapy（n.治療）
- 1941年 - initials（adj.開始的；n.首字母）
- 1942年 - sacrilegious（adj.褻瀆神明的）
- 1946年 - semaphore（n.旗號）
- 1947年 - chlorophyll（n.葉綠素）
- 1948年 - psychiatry（n.精神病學）
- 1949年 - onerous（adj.繁重的）
- 1950年 - meticulosity（n.一絲不苟）
- 1951年 - insouciant（adj.漫不經心的）
- 1952年 - vignette（n.短文）
- 1953年 - soubrette（n.侍女女高音）
- 1954年 - transept（n.耳堂）
- 1955年 - crustaceology（n.甲殼類動物學）
- 1956年 - condominium（n.分戶共管式公寓）
- 1957年 - schappe（n.絹絲）
- 1958年 - syllepsis（n.一語雙敘法）
- 1959年 - catamaran（n.雙體船）
- 1960年 - eudaemonic（adj.幸福的）
- 1961年 - smaragdine（n.綠寶石；adj.祖母綠的）
- 1962年 - esquamulose（adj.不對稱覆蓋的）
- 1963年 - equipage（n.裝備）
- 1964年 - sycophant（n.阿諛奉承者）
- 1965年 - eczema（n.濕疹）
- 1966年 - ratoon（n.根出芽）
- 1967年 - chihuahua（n.吉娃娃狗）
- 1968年 - abalone（n.鮑魚）
- 1969年 - interlocutory（adj.插在對話中的）
- 1970年 - croissant（n.牛角麵包）
- 1971年 - shalloon（n.2/2斜紋裡子薄呢）
- 1972年 - macerate（vt.浸軟）
- 1973年 - vouchsafe（vt.告知）
- 1974年 - hydrophyte（n.水生植物）
- 1975年 - incisor（n.門牙）
- 1976年 - narcolepsy（n.猝睡症）
- 1977年 - cambist（n.外匯業務經營者）
- 1978年 - deification（n.神化）
- 1979年 - maculature（n.废页）
- 1980年 - elucubrate（vt.努力作出）
- 1981年 - sarcophagus（n.石棺）
- 1982年 - psoriasis（n.牛皮癬）
- 1983年 - Purim（n.普珥節）
- 1984年 - luge（n.雪橇）
- 1985年 - milieu（n.環境）
- 1986年 - odontalgia（n.齒痛）
- 1987年 - staphylococci（n.葡萄球菌）
- 1988年 - elegiacal（adj.輓歌的）
- 1989年 - spoliator（n.抢劫者）
- 1990年 - fibranne（n.黏胶短纤维）
- 1991年 - antipyretic（n.退熱劑）
- 1992年 - lyceum（n.學府）
- 1993年 - kamikaze（adj.自殺式的）
- 1994年 - antediluvian（adj.早已過時的）
- 1995年 - xanthosis（n.黃變症）
- 1996年 - vivisepulture（n.活埋）
- 1997年 - euonym（n.非常適合的名字）
- 1998年 - chiaroscurist（n.明暗对照法画家）
- 1999年 - logorrhea（n.多語症）
- 2000年 - demarche（n.行動方針）
- 2001年 - succedaneum（n.代用品）
- 2002年 - prospicience（n.先見之明）
- 2003年 - pococurante（adj.漠不关心的、冷漠的；n.漠不关心的人）
- 2004年 - autochthonous（adj.原地的）
- 2005年 - appoggiatura（n.倚音）
- 2006年 - Ursprache（n.原始語）
- 2007年 - serrefine（n.血管鉗）
- 2008年 - guerdon（n.報酬，獎賞）
- 2009年 - Laodicean（adj.對宗教、政治不熱心的）
- 2010年 - stromuhr（n.血流速度計）
- 2011年 - cymotrichous（adj.毛髮捲曲的）
- 2012年 - guetapens（n.伏擊）
- 2013年 - knaidel（n.猶太湯餃）
- 2014年 - 
  - stichomythia（n.輪流對白）
  - feuilleton（n.專欄）
- 2015年 - 
  - scherenschinitte（n.剪影）
  - nunatak（n.冰原島峰）
- 2016年 - 
  - Feldenkrais（n.費登奎斯）
  - gesellschaft（n.法理社會）
- 2017年 - marocain（n.馬羅坎平紋縐）
- 2018年 - koinonia（n.團契）
- 2019年 -
  - auslaut（n.尾音）
  - erysipelas（n.丹毒）
  - bougainvillea（n.九重葛）
  - aiguillette（n.飾繩）
  - pendeloque（n.梨形切工）
  - palama（n.蹼）
  - cernuous（adj.下垂的）
  - odylic（n.自然力）
- 2021年 - Murraya（n.九里香）

## 意見
今日有不少人批評拼字比賽浪費智才，因為參賽者多數要拼的字在他們畢生的日常生活中都不會用得上，但他們卻把大量的時間投入在背單詞之中，而這些時間本來可以用於其他更具價值的地方。然而支持者卻反駁说這種比賽能令兒童學會忍耐和堅強，及如何在巨大的壓力前處變不驚。

## 外部連結
- 全美拼字大賽官方網站（英文） （页面存档备份，存于）
- 加拿大拼字大賽（英文） （页面存档备份，存于）